# Östra Kina
Huadong, eller Östra Kina, (förenklad kinesiska: 华东; traditionell kinesiska: 華東; pinyin: Huádōng) är en geografisk och löst definierat kulturell region som omfattar området intill Kinas östkust.
Även om benämningen östra Kina inte är strikt definierat som begrepp, används det inom administration och i statliga handlingar om regionen som definieras av Kinas statsråd och består då av de kinesiska provinserna Anhui, Fujian, Jiangsu, Jiangxi, Shandong, och Zhejiang, samt Shanghai kommun. Eftersom regeringen i Kina gör anspråk på Taiwan och några småöar utanför Fujian som administreras av Republiken Kina (taiwanesiska regeringen), räknas även "provinsen Taiwan" till regionen.

## Administrativ indelning
| Region          | Karta    | Område      | Befolkning (2010) | Befolkningstäthet | Provinser | Huvudort          |
| --------------- | -------- | ----------- | ----------------- | ----------------- | --------- | ----------------- |
| Östra Kina 华东 |          | 795,837 km² | 384,364,968       | 483/km²           | Shanghai  | Huangpudistriktet |
| Östra Kina 华东 | Anhui    | 795,837 km² | 384,364,968       | 483/km²           | Hefei     |                   |
| Östra Kina 华东 | Fujian   | 795,837 km² | 384,364,968       | 483/km²           | Fuzhou    |                   |
| Östra Kina 华东 | Jiangsu  | 795,837 km² | 384,364,968       | 483/km²           | Nanjing   |                   |
| Östra Kina 华东 | Jiangxi  | 795,837 km² | 384,364,968       | 483/km²           | Nanchang  |                   |
| Östra Kina 华东 | Shandong | 795,837 km² | 384,364,968       | 483/km²           | Jinan     |                   |
| Östra Kina 华东 | Taiwan   | 795,837 km² | 384,364,968       | 483/km²           | Taibei    |                   |
| Östra Kina 华东 | Zhejiang | 795,837 km² | 384,364,968       | 483/km²           | Hangzhou  |                   |